# Nghệ thuật chế tác đồng

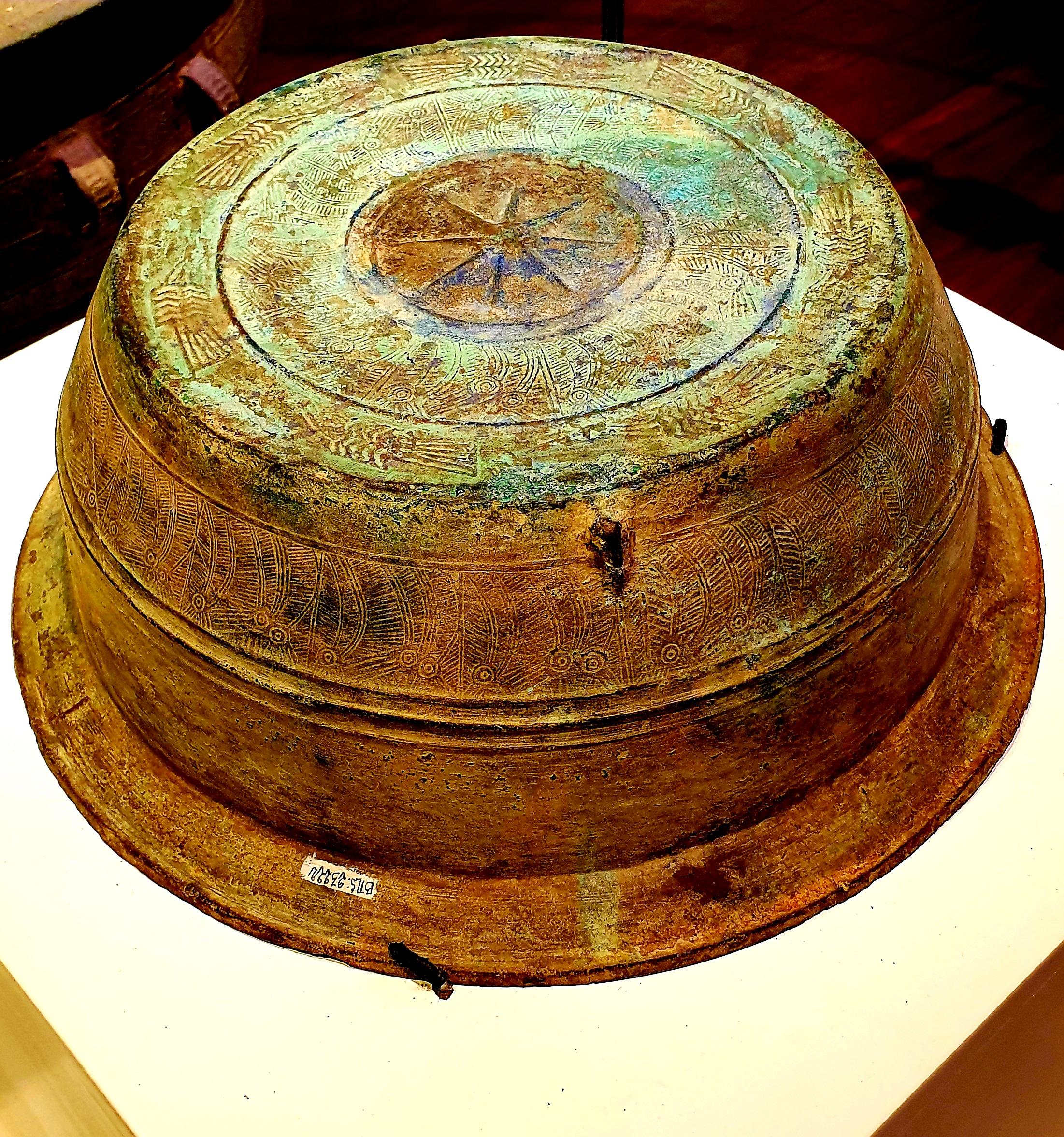
Cổ vật chậu trống đồng thời Đông Sơn tại Bảo tàng Lịch sử Thành phố Hồ Chí Minh, một trong những hiện vật tiêu biểu cho nghệ thuật chế tác đồng của người Việt, thời nay, họ vẫn chế tác đồ thờ cúng bằng đồng như lư đồng, bộ tam sự

Nghệ thuật chế tác đồng (Art in bronze and brass) có niên đại từ thời cổ đại xa xưa. Đồng các loại (đồng, đồng đỏ, đồng thau, đồng điếu, đồng đen) và hợp kim như thiếc và kẽm chính là kim loại quan trọng được nhân loại thời kỳ đầu chế tác. Vai trò quan trọng của kỹ nghệ chế tạo đồng của nhân loại thời kỳ này đưa đến một giai đoạn trong sự phát triển của xã hội loài người đó là thời đại đồ đồng với một số công cụ bằng đồng có độ tinh khiết cao. Đồ đồng của nền văn minh Vinča ở Nam Tư có tuổi đời lên đến 4.500 Trước Công nguyên. Người ta còn tìm thấy các đồ vật bằng đồng nguyên chất và đồng đỏ ở các thành phố Sumer có niên đại 3.000 năm Trước Công nguyên, và các đồ vật cổ đại của người Ai Cập bằng đồng và hợp kim của đồng với thiếc cũng có niên đại tương tự. Thời đại đồ đồng đã bắt đầu ở Đông Nam châu Âu vào khoảng 3.700–3.300 Trước Công nguyên, còn ở Tây Bắc châu Âu thì khoảng 2500 Trước Công nguyên. Đồng thau, một hợp kim của đồng với kẽm, được biết đến từ thời kỳ Hy Lạp cổ đại nhưng chỉ được người La Mã sử dụng rộng rãi trong chế tác khí cụ và vật dụng. Thiếc cũng đã được sử dụng trong thời đại đồ đồng. Trống đồng Đông Sơn là một loại trống đồng cổ xưa tiêu biểu cho nền Văn hóa Đông Sơn (từ thế kỷ thứ VII Trước Công nguyên đến thế kỷ VI Công nguyên) thể hiện trình độ chế tác nghệ thuật của người Việt cổ với vị thế là một đồ thờ cúng vào thời cổ đại.

## Lịch sử

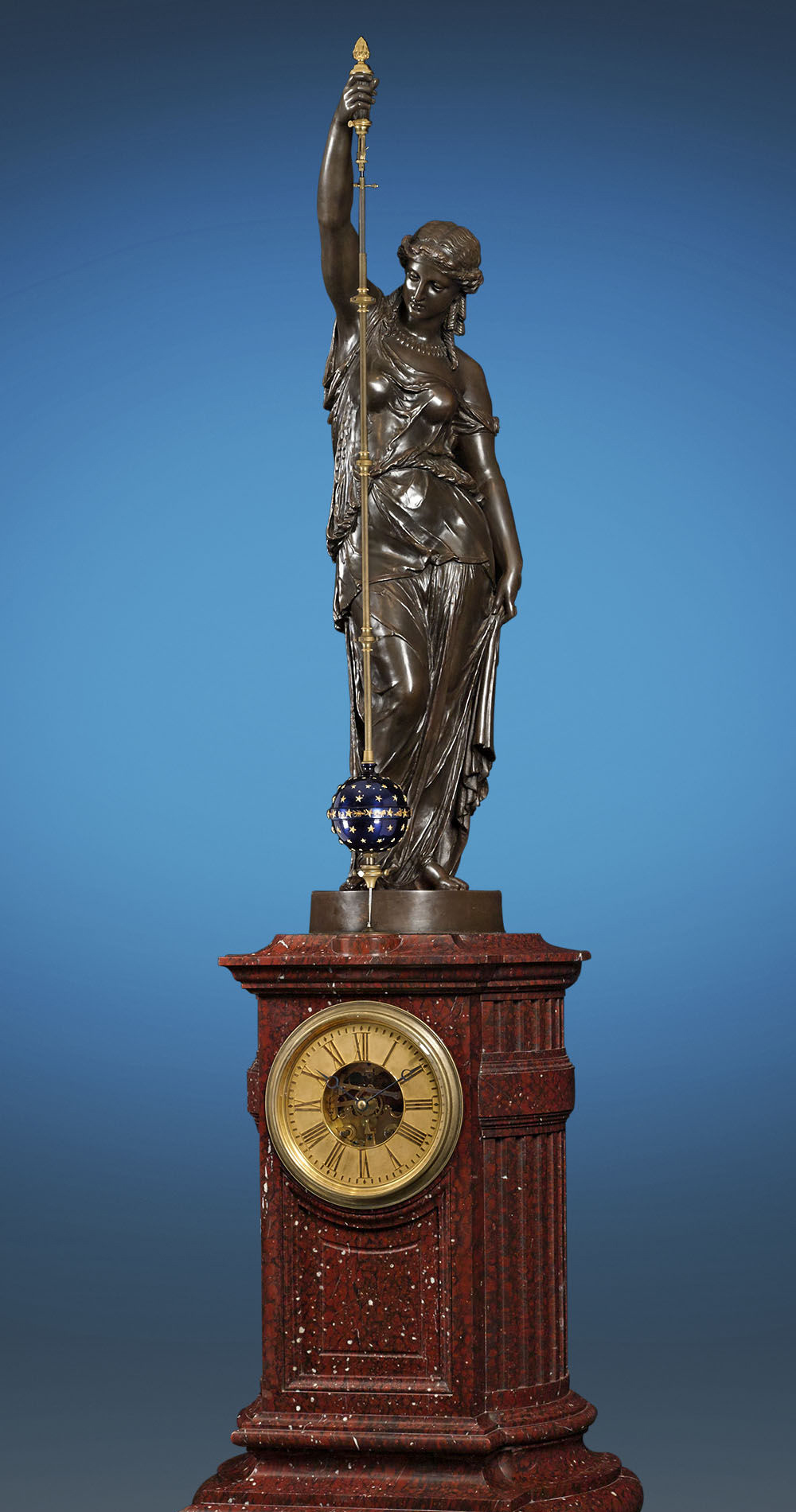
Một tượng đồng phong cách châu Âu cận đại được tạo tác tinh xảo, thẩm mỹ đến từng chi tiết

Trong quá trình chế tác đồng, tỷ lệ của mỗi hợp kim thay đổi đôi chút, đồng thường được coi là chín phần đồng với một phần thiếc. Các thành phần khác đôi khi được tìm thấy ít nhiều là ngẫu nhiên. Kết quả là một kim loại có màu nâu vàng đậm, có thể được gia công bằng cách đúc — một quy trình ít áp dụng cho các bộ phận cấu thành của nó, nhưng lại đặc biệt thành công với đồng, mật độ và độ cứng của kim loại cho phép nó có thể tạo ra bất kỳ dấu ấn nào của khuôn, dù mỏng manh đến đâu. Do đó, có thể tạo ra các tác phẩm trang trí với nhiều loại khác nhau. Quá trình đúc đồng và đồng thau là quá trình nguyên thủy nhất và được sử dụng phổ biến nhất qua nhiều thế kỷ vốn đã được Theophilus và Benvenuto Cellini diễn tả lại. Tại sao đồng được ưa chuộng ở Ý, sắt ở Tây Ban Nha và Đức và đồng thau ở những vùng đất thấp không thể xác định một cách thỏa đáng; tính khí quốc gia được thể hiện qua sự lựa chọn kim loại và phương pháp gia công kim loại. Các trung tâm năng lượng nghệ thuật dịch chuyển từ nơi này sang nơi khác do chiến tranh, chinh phục hoặc di cư. 
Trong suốt Thời Trung Cổ, việc sử dụng đồng vẫn tiếp tục ở quy mô lớn, đặc biệt là vào thế kỷ XI và XII. Vị giám mục Bernward của Hildesheim, một người bảo trợ lớn cho nghệ thuật, đã cho đúc những cánh cửa bằng đồng cho nhà thờ Thánh Nicholas (sau đó được chuyển đến nhà thờ lớn) được dựng lên vào năm 1015, những cánh cửa lớn được đúc cho Augsburg vào khoảng năm 1060 đến 1065, và cho Mainz. Những cánh cổng bằng đồng khổng lồ được đúc theo lệnh của Tổng giám mục Willigis. Tổng giám mục Adalbert của Mainz đã ra lệnh khắc các quyền của thành phố ở phần trên vào năm 1135. Một đặc điểm nổi bật trên một số cánh cửa này là hàm sư tử được tạo hình tinh xảo, với bờm thông thường và vòng treo trên hàm. Những cánh cửa này có phiên bản tương tự ở Pháp và Scandinavia cũng như ở Anh tại Nhà thờ Durham. 
Đúc đồng đạt đến độ hoàn hảo cao ở Anh, nơi một số tượng đài bằng đồng vẫn còn tồn tại theo thời gian chp tới náy. Một thợ kim hoàn và là công dân của Luân Đôn tên là William Torel đã đúc một bức tượng đồng của Henry III, và sau đó là của Nữ hoàng Eleanor cho ngôi mộ của họ ở Tu viện Westminster, đó là bức tượng của Edward III có lẽ là tác phẩm của một trong những học trò của ông. Không có phông chữ bằng đồng nào được tìm thấy trong các nhà thờ Anh, nhưng một số cây thánh giá rước lễ đã tồn tại từ thế kỷ XV, tất cả đều theo cùng một thiết kế và được thực hiện thô sơ. Những chiếc nhẫn hoặc vòng gõ cửa thánh đường tồn tại ở Norwich, Gloucester và những nơi khác; đáng chú ý nhất là chiếc ở cửa phía bắc của gian giữa của Nhà thờ Durham có đủ đặc điểm riêng để phân biệt với những người anh em ở Lục địa và gợi ý về nguồn gốc phía Bắc. Chân nến Gloucester trong Bảo tàng Victoria và Albert ở Nam Kensington, thể hiện sức mạnh và trí tưởng tượng của nhà thiết kế cũng như kỹ năng phi thường của người sáng chế. Những chiếc chuông cũ hiện diện trong các nhà thờ lớn của Pháp tại Amiens, Beauvais, Chartres và những nơi khác ở Đức như Erfurt, Cologne và Halberstadt. Ngành công nghiệp đúc chuông đã tiếp tục trong suốt nhiều thế kỷ, một trong những thành tựu sau này của ngành là đúc "Big Ben" tại Westminster vào năm 1858 là một chiếc chuông nặng từ 13 đến 14 tấn.

## Tham khảo

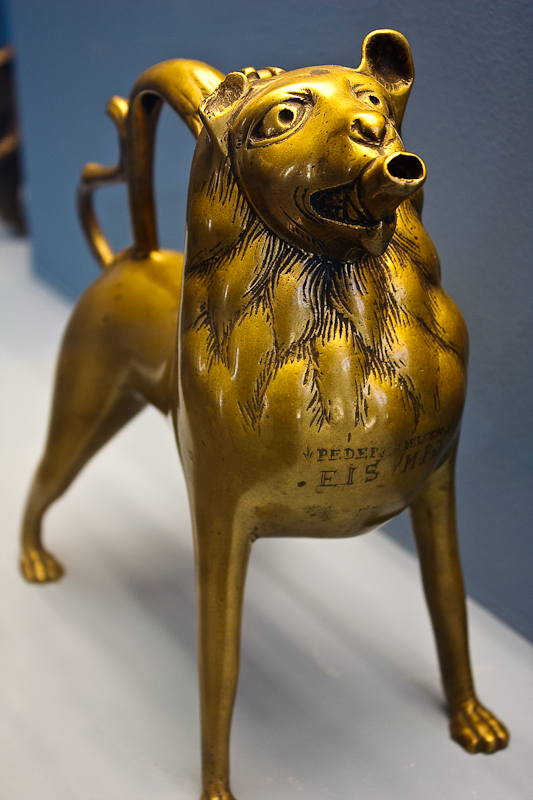
Tượng đồng sư tử ở Hà Lan

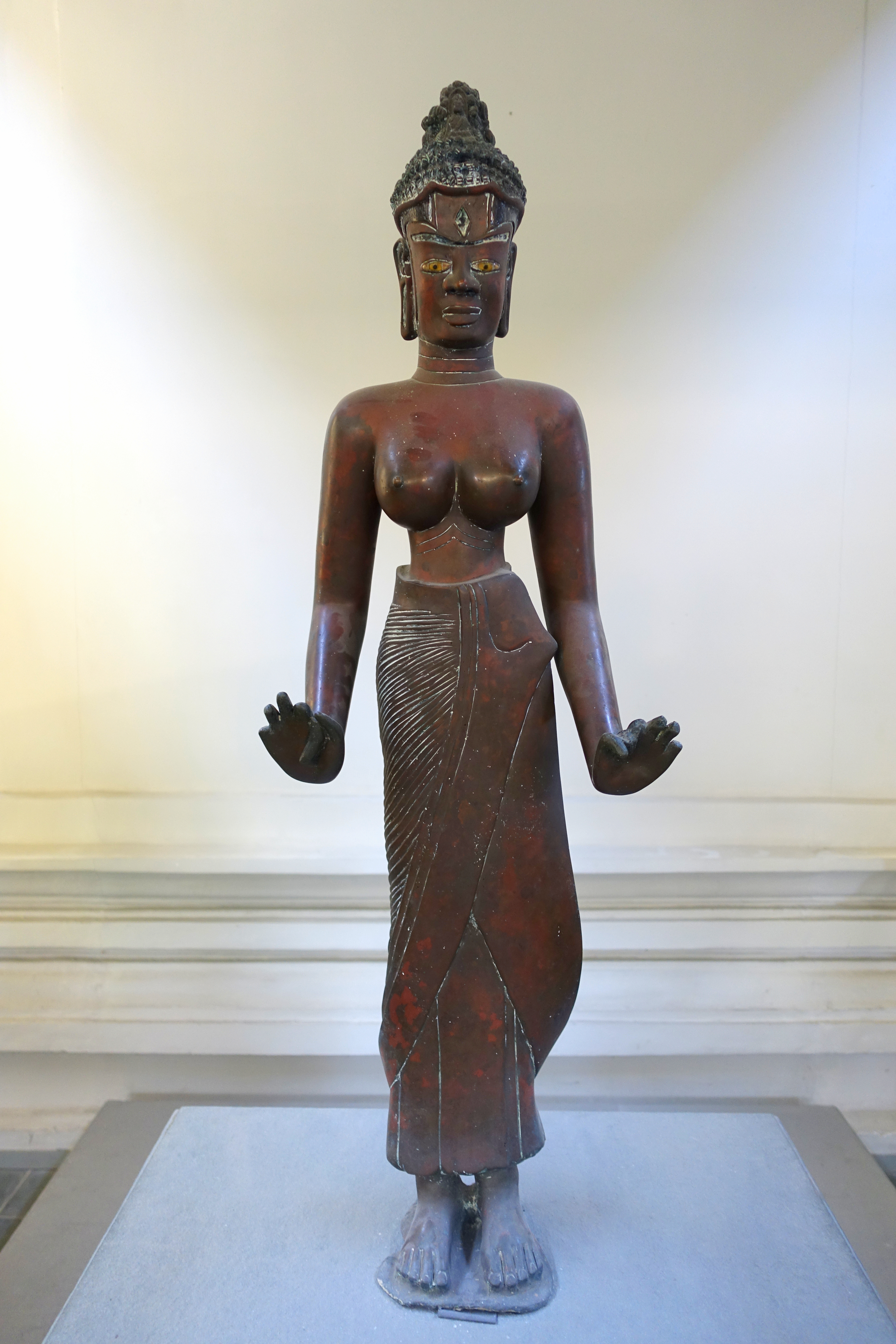
Tượng Bồ tát Tara tại Đồng Dương